# Péter Nádas
Pour les articles homonymes, voir Nádas.
Dans le nom hongrois Nádas Péter, le nom de famille précède le prénom, mais cet article utilise l’ordre habituel en français Péter Nádas, où le prénom précède le nom.
Péter Nádas ([ˈpeːtɛɾ], [ˈnaːdɒʃ]), né le 14 octobre 1942 à Budapest, est un romancier, nouvelliste, dramaturge et essayiste hongrois.

## Biographie
Nádas est issu d'une famille judéo-communiste. Parce que ses parents ont vécu illégalement pendant l'Holocauste, son nom a été inscrit de manière incorrecte sur l'acte de naissance. Sa mère est morte d'un cancer en 1953, son père s'est suicidé en 1958. À l'âge de dix neuf ans, il commence des études de journalisme et de photographie. Entre 1965 et 1969, il est employé en qualité de rédacteur dans un magazine de Budapest. 1965 est aussi l'année au cours de laquelle ses premières nouvelles sont publiées dans le journal littéraire Új Irás. 
Il est l'auteur de La Fin d'un roman de famille (Egy családregény vége), paru en 1977, ainsi que de Le Livre des mémoires (Emlékiratok könyve), paru en 1986, qui est considéré comme un véritable chef-d'œuvre et récompensé, en France, par le Prix du Meilleur Livre étranger 1999. 
En 1991, le gouvernement autrichien lui décerne le prix de l'État autrichien pour la littérature européenne. 
Péter Nádas a également publié, en 1997, un recueil de nouvelles intitulé Minotaure, série d'histoires courtes, rédigées entre 1960 et 1970, qui font appel aux mythes et aux légendes.
Romancier, nouvelliste et à l'origine de scénarios, Péter Nádas possède une écriture caractérisée par une plume humoristique et une oscillation régulière entre le réel et l'imaginaire. L'auteur hongrois décrit avec talent et précision la vulnérabilité et la fragilité de la vie. En ce début du XXIe siècle, il est considéré comme l'un des plus grands romanciers hongrois de son époque.

## Œuvres
- 1967 : A biblia, court roman
- 1969 : Kulcskereső játék, recueil de nouvelles (Jeu de recherche de clés)
- 1977 : Takarítás, théâtre Ménage : comedia perpetua, traduit par Jean-Pierre Thibaudat et Ibolya Virag, Paris, Éditions Théâtrales, 1996  (ISBN 2-907810-86-3)
- 1977 : Egy családregény vége, roman La Fin d'un roman de famille, traduit par Georges Kassai, Paris, Plon, coll. « Feux croisés », 1991  (ISBN 2-259-02375-4)
- 1979 : Leírás, recueil de nouvelles (Description)
- 1979 : Találkozás, théâtre Rencontre : tragédie sans entracte, traduit par Jean-Pierre Thibaudat et Ibolya Virag, Paris, Éditions Théâtrales, 1990  (ISBN 2-907810-11-1)
- 1980 : Temetés (Funérailles)
- 1982 : Színtér, théâtre (Espace couleur)
- 1983 : Nézőtér, essais (Stands)
- 1986 : Emlékiratok könyve, roman - Prix du Meilleur Livre étranger Le Livre des mémoires, traduit par Georges Kassai, Paris, Plon, coll. « Feux croisés », 1998  (ISBN 2-259-02390-8)
- 1988 : Játéktér, essai (Terrain de jeu)
- 1988 : Szerelem, court roman Amour, traduit par Georges Kassai et Gilles Bellamy, Paris, Plon, coll. « Feux croisés », 2000  (ISBN 2-259-18989-X) ; réédition, Paris, Les Belles Lettres, coll. « Domaine étranger » no 4, 2012  (ISBN 978-2-251-21005-6)
- 1988 : A Biblia és más régi történetek, recueil de nouvelles
- 1989 : Évkönyv. Ezerkilencszáznyolcvanhét, ezerkilencszáznyolcvannyolc,  Almanach (Mille neuf cent quatre vingt sept mille neuf cent quatre vingt huit), traduit par Marc Martin, Paris, Éditions Phébus, 2019, 336 pages,  (ISBN 978-2-7529-1149-0)
- 1991 : Az égi és a földi szerelemről, essai (À propos de l'amour céleste et terrestre)
- 1992 : Talált cetli és más elegyes írások (Notes trouvées et autres écrits mélangés)
- 1992 : Párbeszéd - négy nap ezerkilencszáznyolcvankilencben
- 1995 : Esszék, essais
- 1995 : Vonulás (Déménagement)
- 1996 : Drámák, vol. 1, théâtre
- 1997 : Minotaurus, recueil de nouvelles Minotaure, traduit par Georges Kassai et Gilles Bellamy, Paris, Plon, coll. « Feux croisés », 2005  (ISBN 2-259-19927-5)
- 1999 : Valamennyi fény (Tout lumière)
- 1999 : Kritikák; Jelenkor
- 2000 : Talált cetli és más elegyes írások (Notes trouvées et autres écrits mixtes)
- 2001 : Vonulás
- 2001 : Esszék, vol. 2, essais
- 2001 : Drámák, vol. 2, théâtre
- 2004 : Saját halál, récit La Mort seul à seul, traduit par Marc Martin, Paris, Éditions Noir sur Blanc, coll. « Littérature étrangère », 2023  (ISBN 978-2-88250-890-4)
- 2005 : Párhuzamos történetek, recueil de nouvelles Histoires parallèles, traduit par Marc Martin, avec la collaboration de Sophie Aude, Paris, Plon, coll. « Feux croisés », 2012  (ISBN 978-2-259-20540-5)
- 2006 : Hátországi napló, essai
- 2010 : Szirénének. Szatírjáték; Jelenkor, théâtre
- 2011 : Fantasztikus utazáson, essai
- 2012 : Párhuzamos történetek
- 2016 : Az élet sója
- 2017 : Világló részletek. Emléklapok egy elbeszélő életéből Ce qui luit dans les ténèbres, traduit par Sophie Aude, Paris, Éditions Noir sur Blanc, coll. « Littérature étrangère », 2025  (ISBN 978-2-88983-056-5)

## Récompenses
- Prix Attila-József (1986)
- Prix Tibor-Déry (1987)
- Prix de l'art hongrois (1989)
- Prix de l'État autrichien pour la littérature européenne 1991
- Prix Kossuth, Hongrie (1992)
- Prix du livre de Leipzig de compréhension européenne (Leipziger Buchpreis zur Europäischen Verständigung) (de), Allemagne, 1995
- Prix international de littérature de Vilenica, Slovénie (1998)
- Prix du Meilleur Livre étranger, France (1999)
- Prix Franz-Kafka de littérature, République tchèque (2003)
- Prix Sándor-Márai (2006)

## Distinctions
- Membre de l'Académie des arts de Berlin (2006)[3]